# Natsionalna basketbolna liga
La Natsionalna basketbolna liga, nota anche come NBL, è la massima serie del campionato bulgaro di pallacanestro.

## Storia
Il primo campionato bulgaro venne disputato in piena seconda guerra mondiale, nel 1942, e da allora è stato un predominio delle squadre di Sofia.
Se gli anni 1950 e la prima metà degli anni 1960 furono sostanzialmente una lotta a cinque tra Levski, CSKA, Spartak, Lokomotiv e Academic, la seconda metà degli anni 1960 e la prima metà degli anni 1970 vide il predominio dell'Academic con ben otto successi - di cui sei consecutivi - in nove edizioni.
Gli anni 1980, invece, vissero il duello tra Levski, CSKA e la novità Balkan Botevgrad che si aggiudicò le edizioni 1987, 1988 e 1989.
Gli anni 1990 segnarono l'emergere di nuove forze: lo Spartak Pleven e il Cherno More Varna, ma dal 2003 è assoluta la supremazia dell'Academic.

## Albo d'oro
- 1942  Levski Sofia
- 1943  Lokomotiv Sofia
- 1944 non disputato
- 1945  Levski Sofia
- 1946  Levski Sofia
- 1947  Levski Sofia
- 1947-48  Lokomotiv Sofia
- 1948-49  CSKA Sofia
- 1949-50  CSKA Sofia
- 1950-51  CSKA Sofia
- 1951-52  Slavia Sofia
- 1952-53  Slavia Sofia
- 1953-54  Levski Sofia
- 1954-55  Lokomotiv Sofia
- 1955-56  Levski Sofia
- 1956-57  Akademik Sofia
- 1957-58  Akademik Sofia
- 1958-59  Akademik Sofia
- 1959-60  Levski Sofia
- 1960-61  Lokomotiv Sofia
- 1961-62  Levski Sofia
- 1962-63  Akademik Sofia
- 1963-64  Lokomotiv Sofia
- 1964-65  CSKA Sofia
- 1965-66  Lokomotiv Sofia
- 1966-67  CSKA Sofia
- 1967-68  Akademik Sofia
- 1968-69  Akademik Sofia
- 1969-70  Akademik Sofia
- 1970-71  Akademik Sofia
- 1971-72  Akademik Sofia
- 1972-73  Akademik Sofia
- 1973-74  Balkan Botevgrad
- 1974-75  Akademik Sofia
- 1975-76  Akademik Sofia
- 1976-77  CSKA Sofia
- 1977-78  Levski Sofia
- 1978-79  Levski Sofia
- 1979-80  CSKA Sofia
- 1980-81  Levski Sofia
- 1981-82  Levski Sofia
- 1982-83  CSKA Sofia
- 1983-84  CSKA Sofia
- 1984-85  Cherno More Varna
- 1985-86  Levski Sofia
- 1986-87  Balkan Botevgrad
- 1987-88  Balkan Botevgrad
- 1988-89  Balkan Botevgrad
- 1989-90  CSKA Sofia
- 1990-91  CSKA Sofia
- 1991-92  CSKA Sofia
- 1992-93  Levski Sofia
- 1993-94  Levski Sofia
- 1994-95  Spartak Pleven
- 1995-96  Spartak Pleven
- 1996-97  Slavia Sofia
- 1997-98  Cherno More Varna
- 1998-99  Cherno More Varna
- 1999-00  Levski Sofia
- 2000-01  Levski Sofia
- 2001-02  Jambol
- 2002-03  Akademik Sofia
- 2003-04  Akademik Sofia
- 2004-05  Akademik Sofia
- 2005-06  Akademik Sofia
- 2006-07  Akademik Sofia
- 2007-08  Akademik Sofia
- 2008-09  Akademik Sofia
- 2009-10  Akademik Sofia
- 2010-11  Akademik Sofia
- 2011-12  Akademik Sofia
- 2012-13  Akademik Sofia
- 2013-14  Levski Sofia
- 2014-15  Akademik Sofia
- 2015-16  Akademik Sofia
- 2016-17  Akademik Sofia
- 2017-18  Levski Sofia
- 2018-19  Balkan Botevgrad
- 2019-20 non assegnato
- 2020-21  Levski Sofia
- 2021-22  Balkan Botevgrad
- 2022-23  Balkan Botevgrad

## Vittorie per club
| Club              | Città     | Titolo | Anno |
| ----------------- | --------- | ------ | --- |
| Akademik Sofia    | Sofia     | 26     | 1957, 1958, 1959, 1963, 1968, 1969, 1970, 1971, 1972, 1973, 1975, 1976, 2003, 2004, 2005, 2006, 2007, 2008, 2009, 2010, 2011, 2012, 2013, 2015, 2016, 2017 |
| Levski Sofia      | Sofia     | 19     | 1942, 1945, 1946, 1947, 1954, 1956, 1960, 1962, 1978, 1979, 1981, 1982, 1986, 1993, 1994, 2000, 2001, 2014, 2018                                           |
| CSKA Sofia        | Sofia     | 12     | 1949, 1950, 1951, 1965, 1967, 1977, 1980, 1983, 1984, 1990, 1991, 1992                                                                                     |
| Balkan Botevgrad  | Botevgrad | 7      | 1974, 1987, 1988, 1989, 2019, 2022, 2023 |
| Lokomotiv Sofia   | Sofia     | 6      | 1943, 1948, 1955, 1961, 1964, 1966 |
| Slavia Sofia      | Sofia     | 3      | 1952, 1953, 1997 |
| Cherno More Varna | Varna     | 3      | 1985, 1998, 1999 |
| Spartak Pleven    | Pleven    | 2      | 1995, 1996 |
| Jambol            | Yambol    | 1      | 2002 |